# Crocidura lucina
Crocidura lucina là một loài động vật có vú trong họ Chuột chù, bộ Soricomorpha. Loài này được Dippenaar mô tả năm 1980.